# ネオファースト生命保険
ネオファースト生命保険株式会社（ネオファーストせいめいほけん、英：The Neo First Life Insurance Company）は、東京都品川区に本社を置く日本の生命保険会社である。通称：ネオファースト生命。第一生命ホールディングスのグループ会社。

## 概要
ネオファースト生命は、ミッションである“「あったらいいな」をいちばんに。”に基づき、お客さまの豊かな人生の実現を応援する生命保険会社。創業120年以上の歴史を持つ第一生命ホールディングスが100%出資しているグループ会社。

## 沿革
1999年に日産火災海上保険（当時）の生保子会社「DIY生命」として誕生。ダイレクト販売を主体としたビジネスモデルを採用している。社名のDIYは「Do It Yourself」に由来している。
2002年の損害保険ジャパン（初代）の発足により、社名を「損保ジャパンDIY生命」に変更した。損保ジャパングループでは「ダイレクトマーケティング専門生命保険会社」としての位置付け。
これまでNKSJホールディングス（現・SOMPOホールディングス）傘下の損保ジャパングループの一員だったが、2014年8月1日付けで損保ジャパン保有分の株式を第一生命保険（現・第一生命ホールディングス）に譲渡し、第一生命保険の完全子会社となった。
なお、2014年9月1日に損保ジャパンは日本興亜損害保険（日本興亜損保）と合併して「損害保険ジャパン日本興亜（当時。現・損害保険ジャパン（2代目））」へ商号を変更した。同社では第一生命の完全子会社化後も当面の間は社名に「損保ジャパン」の商標を損保ジャパン日本興亜側からの使用許可を受けて継続することとしていたところ、同社はNKSJグループの一員ではなくなったことから、2014年中に商号変更を行う方針を固め、その後同年9月29日に「ネオファースト生命保険株式会社」に同年11月25日付けで商号変更すると発表した。

## 主力商品
- 無解約返戻金型終身医療保険「ネオdeいりょう」（2015年8月発売[5]/2024年8月改定[6]）
- 無解約返戻金型終身医療保険（引受基準緩和型）「ネオdeいりょう 健康プロモート」（2016年3月1日発売[7]）
- 無解約返戻金型治療保障保険「ネオdeちりょう」（2016年3月1日発売[8]）
- 低解約返戻金型特定疾病保障終身保険「ネオdeとりお」（2015年8月発売）
- 無解約返戻金型収入保障保険「ネオdeしゅうほ」（2016年9月23日発売[9]）
- 無解約返戻金型終身がん保険「ネオdeがんちりょう[10]」
- 無解約返戻金型入院一時給付保険「ネオdeいちじきん[11]」
- 無解約返戻金型認知症保障保険「認知症保険toスマイル[12]」
- 無解約返戻金型定期保険「ネオde定期[13]」
- 無解約返戻金型三大疾病一時給付保険「ネオde３疾病サポート[14]」

かつては「1年組み立て保険」（無配当定期保険）のみ発売していたが、商号変更に伴い、2014年11月24日をもって1年組み立て保険の資料請求・インターネット申し込みの受付を終了（郵送申し込みは2015年2月13日消印有効をもって受付終了）した。

## 受賞歴
- 日経トレンディ 2024 年５月号 「保険大賞 2024」において、 「ネオ de がんちりょう」が優秀賞を受賞、 「ネオ de いりょう」・「ネオ de しゅうほ」がユニーク賞を受賞[16]
- HDI 格付けベンチマーク「クオリティ」格付けにおいて 17 年連続で『三つ星』を獲得[17]
- 日経トレンディ 2023 年５月号 「保険大賞 2023」において、 「ネオ de がんちりょう」が大賞を受賞、 「ネオ de いりょう」・「ネオ de しゅうほ」がユニーク賞を受賞[18]

## イメージキャラクター
- ネオちゃんず - 総勢8人の公式キャラクター。「まっさらな気持ちで挑戦していこう。みんなで未来を創ろう。」というのがモットー。

## CM
- ネオファースト生命 二階堂ふみさんを起用した社名認知と商品訴求のテレビＣＭ放映を開始（2015年）